# Оларени (Вранча)
Оларени (рум. Olăreni) насеље је у Румунији у округу Вранча у општини Слобозија Брадулуј. Oпштина се налази на надморској висини од 359 m.

## Становништво
Према подацима из 2002. године у насељу је живело 94 становника, од којих су сви румунске националности.